# Aktivitási együttható
Az aktivitási együttható (más néven aktivitási koefficiens) a termodinamikában használt tényező, mely a kémiai anyagok keverékének ideálistól eltérő viselkedéséről ad számot. Ideális keverékben az egyes kémiai specieszpárok közötti mikroszkopikus kölcsönhatások ugyanakkorák (azaz makroszkopikusan azonosak, az oldódási entalpia, valamint az elegyedés során a térfogatváltozás nulla), ennek következtében a keverékek tulajdonságai egyszerűen, a jelen lévő anyagok koncentrációjával vagy parciális nyomásával fejezhetők ki, például a Raoult-törvényben. Az ideálistól való eltérést a koncentráció aktivitási együtthatóval történő módosításával írjuk le. A gázok esetében is hasonló módon lehet eljárni, ott nem ideális esetben a parciális nyomásokat a fugacitási együtthatóval módosítják.
Az aktivitási együttható szorosan kapcsolódik a termodinamikai aktivitás fogalmához.

## Termodinamikai definíció
A B anyag μB kémiai potenciálját ideális oldatban az alábbi kifejezés adja meg:
{\displaystyle \mu _{\mathrm {B} }=\mu _{\mathrm {B} }^{\ominus }+RT\ln x_{\mathrm {B} }\,}
ahol μoB a tiszta {\displaystyle \mathrm {B} } anyag kémiai potenciálja, xB pedig az anyag oldatbeli móltörtje.
Az ideálistól eltérő viselkedéssel általánosítva írható, hogy
{\displaystyle \mu _{\mathrm {B} }=\mu _{\mathrm {B} }^{\ominus }+RT\ln a_{\mathrm {B} }\,}
ahol aB az anyag aktivitása az oldatban, és
{\displaystyle a_{\mathrm {B} }=x_{\mathrm {B} }\gamma _{\mathrm {B} }}
ahol γB az aktivitási együttható, mely maga is függhet xB-től. Ahogy γB értéke közelít 1-hez, az anyag ideálisan viselkedik. Ha például γB ≈ 1, akkor a Raoult-törvény érvényes. Ha γB > 1 vagy γB < 1, akkor a B anyag a Raoult-törvénytől pozitív, illetve negatív irányban eltérést mutat. A pozitív irányú eltérés azt jelenti, hogy a B anyag a vártnál illékonyabb.
Számos esetben, ahogy xB értéke nullához közelít, a B anyag aktivitási együtthatója egy állandó értékhez tart – ez az összefüggés az oldószerre felírt Henry-törvény. Ezeket az összefüggéseket a Gibbs–Duhem-egyenlet kapcsolja össze.
Fontos megjegyezni, hogy az aktivitási együtthatók általában dimenzió nélküli mennyiségek.
Részletesebben: a Raoult-törvény szerint B anyag parciális nyomása, valamint (telítési) gőznyomása és xB móltörtje között folyadék fázisban az alábbi összefüggés áll fenn:
{\displaystyle p_{\mathrm {B} }=x_{\mathrm {B} }\gamma _{\mathrm {B} }p_{\mathrm {B} }^{\sigma }\;,}
azzal a megegyezéssel, hogy
{\displaystyle \lim _{x_{\mathrm {B} }\to 1}\gamma _{\mathrm {B} }=1\;.}
Más szavakkal: a tiszta folyadékok ideálisan viselkednek.
Végtelenül híg oldatban az aktivitási együttható a γB∞ határértékhez közelít. A Henry-törvénnyel egybevetve:
{\displaystyle p_{\mathrm {B} }=K_{\mathrm {H,B} }x_{\mathrm {B} }\quad {\text{ha}}\quad x_{\mathrm {B} }\to 0\;,}
melyből azonnal adódik, hogy
{\displaystyle K_{\mathrm {H,B} }=p_{\mathrm {B} }^{\sigma }\gamma _{\mathrm {B} }^{\infty }\;.}
Más szavakkal: az anyag a hígított esetben nem ideális viselkedést mutat.
Az aktivitási együttható fenti definíciója a gyakorlatban kevéssé használható, ha az anyag nem létezik tiszta folyadék formájában. Elektrolitok és biokémiai vegyületek esetében ez gyakran előfordul, ilyenkor másik definíciót használnak, amely a végtelen hígítást tekinti ideális állapotnak:
{\displaystyle \gamma _{\mathrm {B} }^{\dagger }\equiv \gamma _{\mathrm {B} }/\gamma _{\mathrm {B} }^{\infty }}
ahol
{\displaystyle \lim _{x_{\mathrm {B} }\to 0}\gamma _{\mathrm {B} }^{\dagger }=1\;,}
és
{\displaystyle \mu _{\mathrm {B} }=\underbrace {\mu _{\mathrm {B} }^{\ominus }+RT\ln \gamma _{\mathrm {B} }^{\infty }} _{\mu _{\mathrm {B} }^{\ominus \dagger }}+RT\ln(x_{\mathrm {B} }\gamma _{\mathrm {B} }^{\dagger })}
A {\displaystyle ^{\dagger }} szimbólumot a kétféle aktivitási együttható megkülönböztetéséhez használtuk. Ezt gyakran elhagyják, mivel a kontextusból egyértelmű, hogy a két esetből éppen melyikről van szó. Előfordulhat azonban, hogy mindkét fajta aktivitási együtthatóra szükség van, és ezek akár ugyanabban az egyenletben is szerepelhetnek – például víz és alkohol keverékében oldott sók esetében. Ez esetenként hibaforrás lehet.
A móltörtek vagy koncentrációk aktivitási együtthatóval történő módosítása megadja a komponensek effektív aktivitását, és lehetővé teszi, hogy a kifejezéseket – például a Raoult-törvényt vagy az egyensúlyi állandó kiszámítását – ideális és nem ideális oldatokra is alkalmazni lehessen.
Az aktivitási együtthatók ismerete különösen fontos az elektrokémia területén, mivel az elektrolitoldatok viselkedése – az ionatmoszféra hatásai miatt – az ideálistól gyakran nagyon távol esik, illetve a talajkémiában is, ahol az oldószerek mennyisége kevés, és így nagy az elektrolitkoncentráció.

### Ionos oldatok
Oldatban ionizáló anyagok oldata esetében a kation és anion aktivitási együtthatóját kísérletileg nem lehet egymástól függetlenül meghatározni, mivel az oldat tulajdonságai mindkét iontól függenek. Az egyes ionok aktivitási együtthatóit az oldott, nem disszociált elektrolit aktivitási együtthatójához kell kötni. Ilyenkor a disszociált elektrolit aktivitási együtthatójának sztöchiometrikus átlagát használják, ennek jele γ±.
1:1 elektrolit esetében – mint amilyen például a NaCl – ennek képlete a következő:
{\displaystyle \gamma _{\pm }={\sqrt {\gamma _{+}\gamma _{-}}}}
ahol γ+ és γ− rendre a kation, illetve anion aktivitási együtthatója.
Általánosabban egy ApBq összegképletű anyag közepes aktivitási együtthatója:
{\displaystyle \gamma _{\pm }={\sqrt[{p+q}]{\gamma _{\mathrm {A} }^{p}\gamma _{\mathrm {B} }^{q}}}}
Az ionok egyedi aktivitási együtthatója elméleti úton kiszámítható, például a Debye–Hückel-egyenlet felhasználásával. Az elméleti érték jósága tesztelhető, ha a kapott egyedi ion aktivitási együtthatókból kiszámítjuk az átlagértéket, és azt összevetjük a kísérletileg kapott értékekkel.

## Az aktivitási együtthatók kísérleti meghatározása
Az aktivitási együtthatókat kísérletileg nem ideális oldatokon történő mérésekkel lehet meghatározni. Az ideális oldatokra a Raoult- vagy a Henry-törvénnyel kiszámított értékeket összevetve a kísérletileg nyert eredményekkel megkaphatjuk az aktivitási együtthatót. A meghatározáshoz más kolligatív sajátságok, például az ozmózisnyomás is felhasználható.

### Radiokémiai módszerek
Aktivitási együtthatókat radiokémiai módszerekkel is meg lehet határozni.

### Végtelenül híg oldatok
Két komponensű elegyekben az aktivitási együtthatót gyakran az egyes komponensek végtelenül híg oldatára adják meg. Mivel az aktivitási együttható modelljei végtelen hígításnál egyszerűsödnek, az ilyen kísérleti értékek felhasználhatók a kölcsönhatási energiák becslésére. Az alábbi példák vízre vonatkoznak:
| X      | γx∞ (°C)        | γW∞ (°C)        |
| ------ | --------------- | --------------- |
| Etanol | 4,3800 (283,15) | 3,2800 (298,15) |
| Aceton |                 | 6,0200 (307,85) |

## Az aktivitási együtthatók elméleti számítása

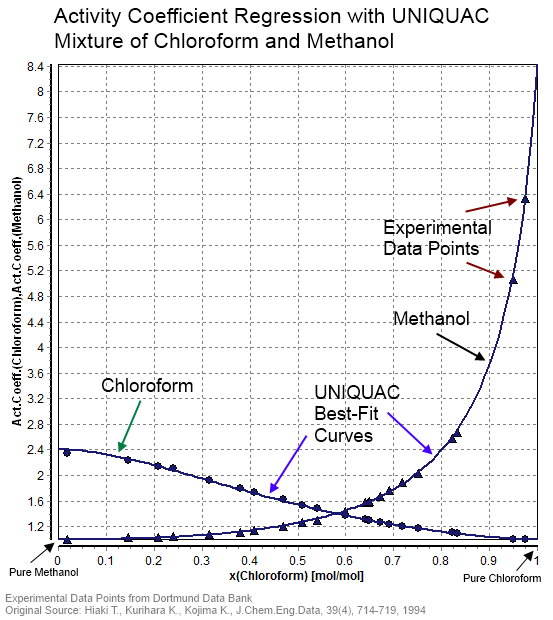
Az aktivitási együtthatók UNIQUAC regressziója (kloroform/metanol keverék)

Elektrolitoldatok aktivitási együtthatóit elméleti úton ki lehet számítani a Debye–Hückel-egyenlet vagy annak kiterjesztései, például a Davies-egyenlet, Pitzer-egyenlet vagy a TCPC-modell alapján. A Brönstedt–Guggenheim–Scatchard-modell (Specific ion interaction theory, SIT) is alkalmazható.
Nemelektrolitok oldatánál korrelációs módszereket – például UNIQUAC, NRTL MOSCED vagy UNIFAC – lehet alkalmazni, feltéve, hogy elérhetők a megfelelő illesztett, komponensre specifikus vagy modellparaméterek. A COSMO-RS olyan elméleti módszer, mely kevésbé függ a modellparaméterektől, mivel a szükséges információt az az egyes molekulákra külön kvantummechanikai számításokkal nyerik (szigma profil), melyet a felületi szegmensek statisztikus mechanikai kezelésével kombinálnak.
Semleges részecskék γ0 aktivitási együtthatója többnyire a kisózási modellt követi:
{\displaystyle \log _{10}(\gamma _{0})=bI}
Ez az egyszerű modell számos anyag (oldott, nem disszociált gázok, például CO2, H2S, NH3, nem disszociált savak és bázisok) aktivitását megadja egészen nagy ionerősségig (5 mol/kg-ig). A b állandó értéke CO2-re 10 °C-on 0,11; 330 °C-on 0,20.
Ha az oldószer víz, az aw aktivitás az alábbiak szerint számolható:
{\displaystyle \ln(a_{\mathrm {w} })={\frac {-\nu b}{55,\!51}}\varphi }
ahol ν az oldott só egy molekulájának disszociációjából származó ionok száma, b a vízben oldott só molalitása, φ a víz ozmotikus együtthatója, az 55,51 állandó pedig a víz molalitása.

## Kapcsolat az ion méretével
Az ionok aktivitási együtthatója összefügg az ionsugárral, ezt az elektrolitok Debye–Hückel-elméletéből nyert
{\displaystyle \log(\gamma _{i})=-{\frac {Az_{i}^{2}{\sqrt {I}}}{1+Ba{\sqrt {I}}}}}
képlet írja le, ahol A és B állandó, zi az ion töltésszáma, I pedig az ionerősség.

## Tömény elektrolitoldatok
Tömény ionos oldatokban figyelembe kell venni az ionok hidratációját, amint tette azt Stokes és Robinson 1948-as hidratációs modelljében. Az elektrolit aktivitási együtthatóját E. Glueckauf – a Robinson–Stokes-modell módosításával – elektromos és statisztikus komponensekre bontotta.
A statisztikus részbe tartozik a h hidratációs index, a disszociációból származó ionok száma, az elektrolit látszólagos moláris térfogatának és a víz moláris térfogatának r hányadosa, valamint a b molalitás.
Tömény oldatban az aktivitási együttható statisztikus része:
{\displaystyle \ln \gamma _{s}={\frac {h-\nu }{\nu }}\ln \left(1+{\frac {br}{55,5}}\right)-{\frac {h}{\nu }}\ln \left(1-{\frac {br}{55,5}}\right)+{\frac {br(r+h-\nu )}{55,5\left(1+{\frac {br}{55,5}}\right)}}}
A Stokes–Robinson-modellt más kutatók is vizsgálták és fejlesztették.

## Kémiai egyensúly
Egyensúlyban a reaktánsok kémiai potenciáljának összege megegyezik a termékek kémiai potenciáljának összegével. A reakció ΔrG szabadentalpia-változása e két összeg különbségével egyenlő, így egyensúlyban értéke zérus. Így például az alábbi egyensúlyra
α A + β B ⇌ σ S + τ T
{\displaystyle \Delta _{\mathrm {r} }G=\sigma \mu _{\mathrm {S} }+\tau \mu _{\mathrm {T} }-(\alpha \mu _{\mathrm {A} }+\beta \mu _{\mathrm {B} })=0\,}
Behelyettesítve az egyes reaktánsok kémiai potenciáljának kifejezését:
{\displaystyle \Delta _{\mathrm {r} }G=\sigma \mu _{S}^{\ominus }+\sigma RT\ln a_{\mathrm {S} }+\tau \mu _{\mathrm {T} }^{\ominus }+\tau RT\ln a_{\mathrm {T} }-(\alpha \mu _{\mathrm {A} }^{\ominus }+\alpha RT\ln a_{\mathrm {A} }+\beta \mu _{\mathrm {B} }^{\ominus }+\beta RT\ln a_{\mathrm {B} })=0}
Átrendezve:
{\displaystyle \Delta _{\mathrm {r} }G=\left(\sigma \mu _{\mathrm {S} }^{\ominus }+\tau \mu _{\mathrm {T} }^{\ominus }-\alpha \mu _{\mathrm {A} }^{\ominus }-\beta \mu _{\mathrm {B} }^{\ominus }\right)+RT\ln {\frac {a_{\mathrm {S} }^{\sigma }a_{\mathrm {T} }^{\tau }}{a_{\mathrm {A} }^{\alpha }a_{\mathrm {B} }^{\beta }}}=0}
A σμoS + τμoT − αμoA − βμoB összeg a reakció ΔrGo standard szabadentalpia-változása. Ezért
{\displaystyle \Delta _{r}G^{\ominus }=-RT\ln K,}
ahol K az egyensúlyi állandó. Megjegyzendő, hogy az aktivitások és az egyensúlyi állandó dimenzió nélküli számok.
Ez a levezetés kettős célt szolgál. Egyrészt megmutatja a standard szabadentalpia-változás és egyensúlyi állandó közötti kapcsolatot, másrészt az is kiderül belőle, hogy az egyensúlyi állandót aktivitások hányadosaként definiáljuk. Gyakorlati szempontból ez nem túl kényelmes. Ha az egyes aktivitásokat koncentráció és aktivitási együttható szorzataként írjuk fel, akkor az egyensúlyi állandó definíciójára
{\displaystyle K={\frac {[\mathrm {S} ]^{\sigma }[\mathrm {T} ]^{\tau }}{[\mathrm {A} ]^{\alpha }[\mathrm {B} ]^{\beta }}}\times {\frac {\gamma _{\mathrm {S} }^{\sigma }\gamma _{\mathrm {T} }^{\tau }}{\gamma _{\mathrm {A} }^{\alpha }\gamma _{\mathrm {B} }^{\beta }}}}
adódik, ahol [S] jelöli az S anyag koncentrációját stb. A gyakorlatban az egyensúlyi állandó meghatározását olyan körülmények között végzik, hogy az aktivitási együtthatók hányadosa állandó, és így figyelmen kívül hagyható legyen. Ennek eredménye a szokásos
{\displaystyle K={\frac {[\mathrm {S} ]^{\sigma }[\mathrm {T} ]^{\tau }}{[\mathrm {A} ]^{\alpha }[\mathrm {B} ]^{\beta }}}}
kifejezés, amely olyan körülmények között igaz, amikor az aktivitási hányados egy bizonyos (állandó) érték.

## Fordítás
Ez a szócikk részben vagy egészben  az   Activity coefficient című angol Wikipédia-szócikk ezen változatának fordításán alapul.  Az eredeti cikk szerkesztőit annak laptörténete sorolja fel. Ez a jelzés csupán a megfogalmazás eredetét és a szerzői jogokat jelzi, nem szolgál a cikkben szereplő információk forrásmegjelöléseként.

## További olvasnivalók
- AIOMFAC online-model An interactive group-contribution model for the calculation of activity coefficients in organic–inorganic mixtures. (angol nyelven)
- Electrochimica Acta Single-ion activity coefficients (angol nyelven)